# Cacomantis
Cacomantis là một chi chim trong họ Cuculidae.

## Hình ảnh

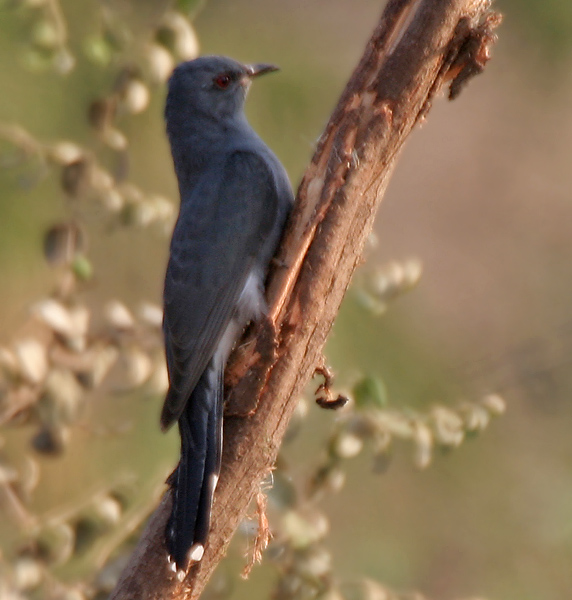
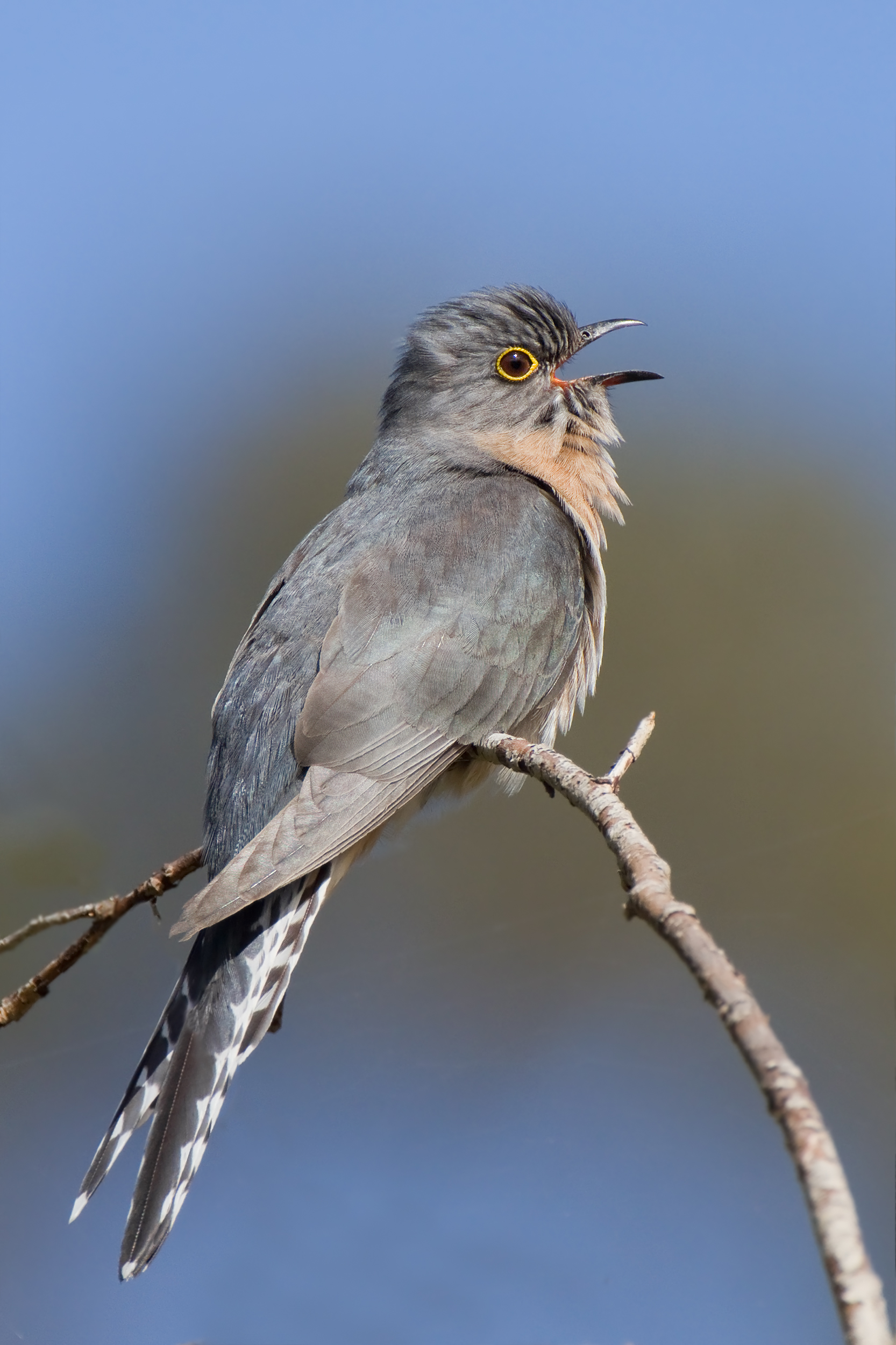
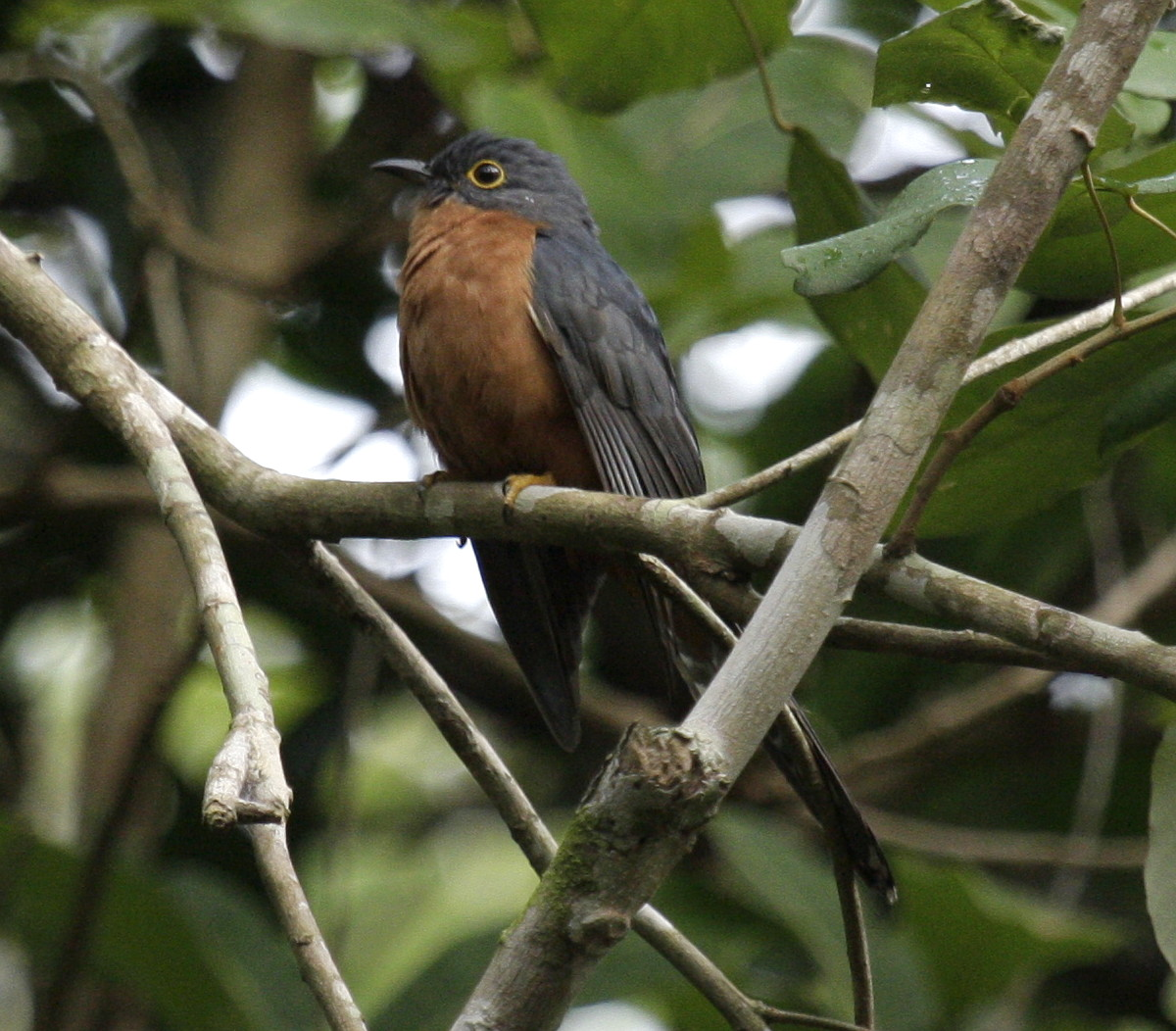
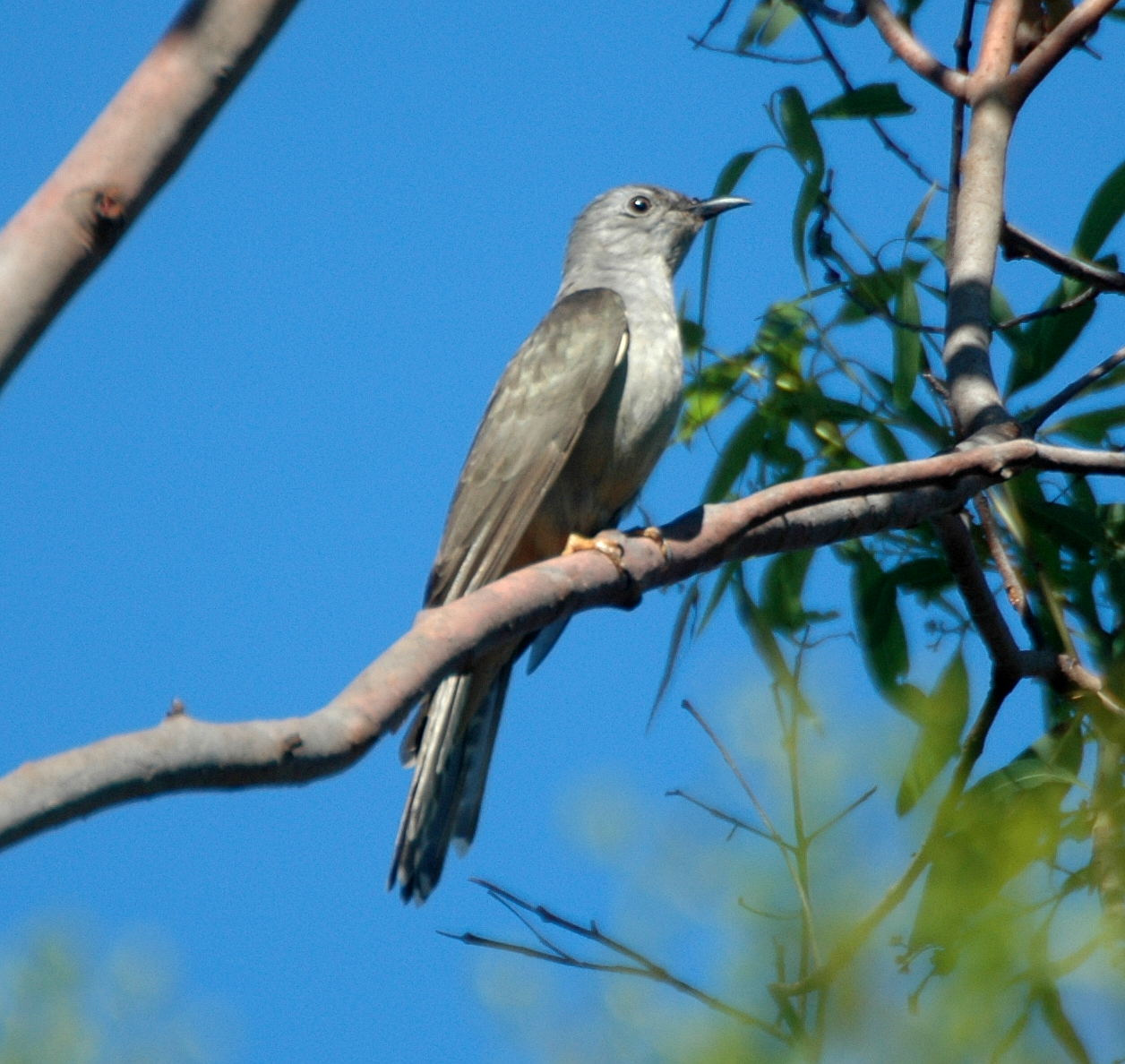
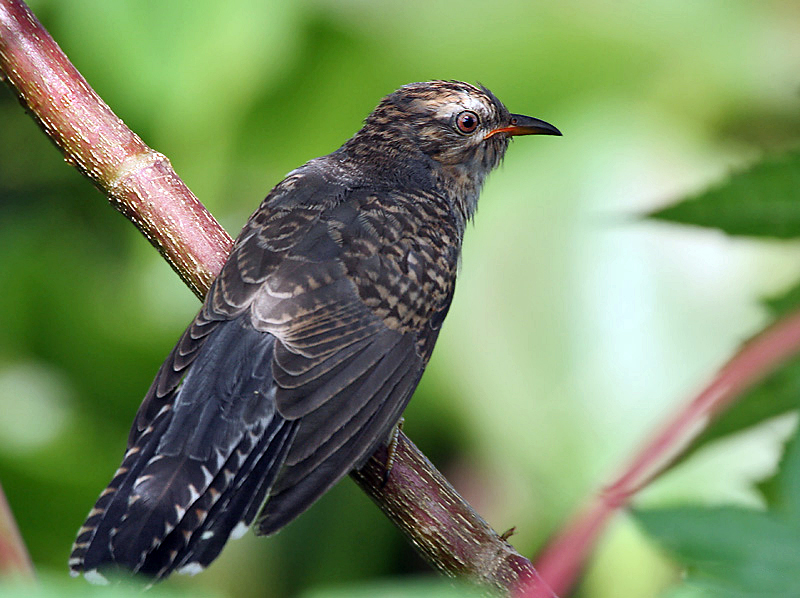